# Mioclaenidae
Mioclaenidae é uma família de mamíferos ungulados da ordem "Condylarthra". A família foi registrada no Paleoceno da América do Norte (Puercano, Torrejoniano e Tiffaniano), da Europa (Cernaysiano) e da América do Sul (Tiupampano, ?Peligrano e Casamayorano) e possivelmente no Eoceno da África (Ypresiano).

## Nomenclatura e taxonomia
O clado foi descrito em 1895 por Henry Fairfield Osborn e Charles Earle como uma família incluindo unicamente o gênero Mioclaenus. Em 1937, William Diller Matthew e George Gaylord Simpson reduziram-na a subfamília da Hyopsodontidae, e incluíram na composição do grupo apenas gêneros da América do Norte. Em 1978, Leigh Van Valen restaurou o grupo à categoria de família, e incluiu dois gêneros encontrados  na Europa, Pleuraspidotherium e Orthaspidotherium.
McKenna e Bell, em 1997, conservaram Mioclaenidae como uma família incluindo duas subfamílias Pleuraspidotheriinae (Protoselene, Pleuraspidotherium e Orthaspidotherium) e Mioclaeninae (Lialetes, Choeroclaenus, Bubogonia, Molinodus, Tiuclaenus, Tiznatzinia, Promioclaenus, Pucanodus e Mioclaenus), e dois gêneros incertae sedis (Raulvaccia e Escribania). Em 2000, de Muizon e Cifelli incluíram a subfamília Kollpaniinae com os gêneros Tiuclaenus, Pucanodus, Molinodus, Andinodus, Simoclaenus e Escribania. Em 2001, Gheerbrant e colaboradores descreveram o gênero Abdounodus do Eoceno do Marrocos e o incluíram na Mioclaenidae. Em 2004, Gelfo descreveu o gênero Pascualodus, e excluiu Escribania da Mioclaenidae, assim como considerou a subfamília Kollpaniinae parafilética. Em 2005, Zack e colaboradores incluem Miocleaninae, Kollponiinae e Pleuraspidotheriinae na família Hyopsodontidae.
Gêneros incluídos na família:
- Abdounodus Gheerbrant & Sudre, 2001
- Valenia de Muizon & Cifelli, 2000
- Tiznatzinia Simpson, 1936
- Bomburia Van Valen, 1978
- Choeroclaenus Simpson, 1937
- Promioclaenus Trouessart, 1904
- Ellipsodon Scott, 1892
- Mioclaenus Cope, 1881
- Litaletes Simpson, 1935
- Tiuclaenus Muizon & Marshall, 1987
- Pucanodus de Muizon & Marshall, 1991
- Molinodus Muizon & Marshall, 1987
- Andinodus de Muizon & Marshall, 1987
- Simoclaenus de Muizon & Cifelli, 2000
- Pascualodus Gelfo, 2004
- Escribania Bonaparte et al., 1993
- Bubogonia Johnston & Fox, 1984
- Protoselene Matthew, 1897
- Pleuraspidotherium Lemoine, 1878
- Orthaspidotherium Lemoine, 1885